# Barney’s Junction
Barney’s Junction az Amerikai Egyesült Államok északnyugati részén, Washington állam Ferry megyéjében elhelyezkedő statisztikai település. A 2010. évi népszámlálási adatok alapján 176 lakosa van.

## Népesség
A 2010-es népszámláláskor  146 lakója, 63 háztartása és 44 családja volt. A népsűrűség 217,9 fő/km2. A lakóegységek száma 66, sűrűségük 98,5 db/km2. A lakosok 95,2%-a fehér,  2,1%-a indián,    2,7%-a pedig kettő vagy több etnikumú. A spanyol vagy latino származásúak aránya 6,8% (   6,8% egyéb spanyol vagy latino származású.)
A háztartások 23,8%-ában élt 18 évnél fiatalabb. 44% házas, 9,5% egyedülálló nő, 6,3% egyedülálló férfi, 30,2% pedig nem család. 30,2% egyedül élt; 12,7%-uk 65 éves vagy idősebb. Egy háztartásban átlagosan 2,32 személy élt; a családok átlagmérete 2,8 fő.
A medián életkor 44 év volt. Lakóinak 25,3%-a 18 évesnél fiatalabb, 2,1% 18 és 24 év közötti, 21,9%-uk 25 és 44 év közötti, 28,2%-uk 45 és 64 év közötti, 21,2%-uk pedig 65 éves vagy idősebb. A lakosok 47,3%-a férfi, 52,7%-a pedig nő.